# Lightning to the Nations
Albums de Diamond Head
Borrowed Time
(1982)
Lightning to the Nations, est le premier album du groupe de heavy metal britannique Diamond Head, sorti en 1980.
Le groupe gagne sa renommée grâce à cet album, qui a certainement eu une grande influence sur les groupes de thrash qui ont suivi.

## Liste des titres
Toutes les chansons sont écrites et composées par Brian Tatler et Sean Harris.
| No | Titre                    | Durée |
| -- | ------------------------ | ----- |
| 1. | Lightning to the Nations | 4:14  |
| 2. | The Prince               | 6:26  |
| 3. | Sucking My Love          | 9:30  |
| 4. | Am I Evil?               | 7:42  |
| 5. | Sweet and Innocent       | 3:13  |
| 6. | It's Electric            | 3:37  |
| 7. | Helpless                 | 6:54  |

| 8.  | Shoot Out the Lights | 4:17 |
| 9.  | Streets of Gold      | 3:34 |
| 10. | Waited Too Long      | 3:53 |
| 11. | Play It Loud         | 3:31 |
| 12. | Diamond Lights       | 3:31 |
| 13. | We Won't Be Back     | 4:18 |
| 14. | I Don't Got          | 4:20 |

## Composition du groupe
- Sean Harris – chants, guitare rythmique
- Brian Tatler – guitare solo
- Duncan Scott – batterie
- Colin Kimberly – basse